# النواة أمام التصالبة البصرية البطنانية الجانبية
النواة أمام التصالبة البصرية البطنانية الجانبية، المعروفة أيضًا بالنواة أمام التصالبة البصرية الوسطية، مجموعة صغيرة من الخلايا العصبية (العصبونات) الموجودة في منطقة ما تحت المهاد (الوطاء) الأمامي، وتقع أعلى وجانب التصالبة البصرية في دماغ الإنسان وحيوانات أخرى. تعد نوى الدماغ المعززة للنوم (مثل النواة أمام التصالبة البصرية البطنانية الجانبية، والمنطقة المجاورة للوجه، والنواة المتكئة الأساسية، وعصبونات الهرمون المركز للميلانين في الوطاء الجانبي)، بالإضافة إلى نظام التنشيط الصاعد الذي يتضمن مكونات من جذع الدماغ كالوطاء والدماغ الأمامي القاعدي، هي الأنظمة العصبية المترابطة التي تتحكم في حالات اليقظة والنوم والانتقالات بين هاتين الحالتين. تنشط النواة أمام التصالبة البصرية البطنانية الجانبية أثناء النوم، خاصةً أثناء نوم حركة العين غير السريعة، وتحرر نواقل عصبية مثبطة، خاصةً غابا وغالانين، والتي تثبط عصبونات نظام التنشيط الصاعد التي تشارك في اليقظة. يتم تعصيب النواة أمام التصالبة البصرية البطنانية الجانبية بدورها من قبل العصبونات من عدة مكونات من نظام التنشيط الصاعد. تحفَّز النواة أمام التصالبة البصرية البطنانية الجانبية بواسطة المواد المعززة للنوم داخلية المنشأ مثل الأدينوزين والبروستاغلاندين دي2. تثبَّط النواة أمام التصالبة البصرية البطنانية الجانبية أثناء اليقظة بواسطة النواقل العصبية التي تحفز الاستيقاظ، وهي النورإبينفرين وأسيتيل كولين. يعد دور النواة أمام التصالبة البصرية البطنانية الجانبية في النوم واليقظة، وارتباطها باضطرابات النوم -خاصةً الأرق والنوم القهري- مجالًا متناميًا لأبحاث علم الأعصاب.

## البنية
تكون نحو 80% من العصبونات في النواة أمام التصالبة البصرية البطنانية الجانبية، التي تعمل ضمن نظام التنشيط الصاعد، غابرجية (عصبونات تنتج الغابا) أظهرت الدراسات في المختبر على الفئران أن العديد من العصبونات في النواة أمام التصالبة البصرية البطنانية الجانبية التي تثبَّط بواسطة النورإبينفرين أو الأسيتيل كولين هي خلايا هرمية متعددة الأقطاب ذات عتبة استجابة منخفضة. توجد هذه العصبونات متعددة الأقطاب ضمن مجموعتين فرعيتين في النواة أمام التصالبة البصرية البطنانية الجانبية:
- النوع 1 - يثبطه السيروتونين.
- النوع 2 – يحفزه كل من السيروتونين والأدينوزين.

نظرًا لتراكم الأدينوزين أثناء اليقظة، تلعب خلايا النوع 2 غالبًا دورًا في تحريض النوم.
يُحفز الثلث المتبقي من الخلايا العصبية في النواة أمام التصالبة البصرية البطنانية الجانبية بواسطة النورإبينفرين. يبقى دوره غير واضح.

## الوظيفة

### النوم/اليقظة
في أوائل القرن العشرين، لاحظ كونستانتين فون إيكونومو أن البشر المصابين بالتهاب الدماغ مع آفات في منطقة الوطاء الأمامي يعانون من الأرق، واقترح وجود تأثير يحرض النوم من تلك المنطقة. أكدت الدراسات التي أجريت على الحيوانات في منتصف القرن العشرين على الجرذان والقطط أن الآفات الكبيرة في المنطقة أمام التصالبة البصرية والدماغ الأمامي القاعدي أدت إلى الأرق ولكنها لم تحدد مجموعة الخلايا المسؤولة. في عام 1996، أبلغت شيرين وزملاؤها عن وجود مجموعة خلايا في النواة أمام التصالبة البصرية البطنانية الجانبية التي تعبر عن cFos (وهو بروتين يوجد في العصبونات المنشَّطة حديثًا) أثناء النوم، وأن هذه الخلايا العصبية تحتوي على النواقل العصبية المثبطة، غابا وغالانين. وُجد أن هذه العصبونات نفسها تعصب مكونات نظام التنشيط الصاعد، بما في ذلك النواة الحدبية الحلمية ومكونات أخرى من منطقة الوطاء الجانبي؛ نوى الرفاء؛ الموضع الأزرق؛ النواة السويقية الجسرية، والنواة السقيفية الظهرية الجانبية؛ والنواة شبه العضدية. أكدت الدراسات الحديثة التي تستخدم التنشيط البصري أو التنشيط الكيميائي لعصبونات لنواة أمام التصالبة البصرية البطنانية الجانبية أنها تعزز النوم.

## وصلات خارجية
- ancil--1174961713 في نيورونيمز.